# あなたと見た夢 君のいない朝
『あなたと見た夢 君のいない朝』（アナタトミタユメ キミノイナイアサ）は、2013年3月27日にビクターエンタテインメントから発売された柴田淳9枚目のスタジオ・アルバム。規格品番はVIZL-525（初回盤フォトブック付・スリーブケース仕様）VICL-64009＝通常盤。

## 概要
初のカバー・アルバム『Cover 70's』を経てスタジオ・アルバムとしては前作『僕たちの未来』から1年8か月ぶりとなった。
柴田の意向により、ブックレット（歌詞カード）の印刷方法を変更。色調に微細な差異があったため交換対応した。

## チャート成績
オリコンチャート集計では、デイリー5位、週間11位。サウンドスキャンジャパンやビルボード・ジャパンではTOP10入り。

## 収録曲
| 全作詞・作曲: 柴田淳。 |                    |           |            |            |      |
| #                      | タイトル           | 作詞      | 作曲・編曲 | 編曲       | 時間 |
| 1.                     | 「ノマド」         | 柴田淳    | 柴田淳     | 松浦晃久   | 4:57 |
| 2.                     | 「あなたの手」     | 柴田淳    | 柴田淳     | 羽毛田丈史 | 5:30 |
| 3.                     | 「雲海」           | 柴田淳    | 柴田淳     | 松浦晃久   | 5:19 |
| 4.                     | 「恋人よ」         | 柴田淳    | 柴田淳     | 羽毛田丈史 | 4:56 |
| 5.                     | 「冷めたスープ」   | 柴田淳    | 柴田淳     | 羽毛田丈史 | 4:51 |
| 6.                     | 「嘘」             | 柴田淳    | 柴田淳     | 羽毛田丈史 | 4:34 |
| 7.                     | 「朝靄」           | 柴田淳    | 柴田淳     | 柴田淳     | 3:17 |
| 8.                     | 「魔女の話」       | 柴田淳    | 柴田淳     | 松浦晃久   | 4:05 |
| 9.                     | 「道」             | 柴田淳    | 柴田淳     | 羽毛田丈史 | 4:30 |
| 10.                    | 「キャッチボール」 | 柴田淳    | 柴田淳     | 羽毛田丈史 | 5:32 |
| 合計時間:              | 合計時間:          | 合計時間: | 47:31      |            |      |